# Gouvernement Nitti I
Royaume d'Italie
Orlando Nitti II
Le gouvernement Nitti I (Governo Nitti I, en italien) est le gouvernement du royaume d'Italie entre le 23 juin 1919 et le 21 mai 1920, durant la XXIVe législature.

## Historique

### Président du conseil des ministres
Francesco Saverio Nitti